# Action (chaîne de télévision)
 (décembre 2021).
Pour les articles homonymes, voir Action.
Action est une chaîne de télévision thématique française consacrée aux films d’action sous toutes ses formes : aventures, arts martiaux, guerre, thriller, science-fiction et western. La chaîne fait partie du groupe Mediawan (Mediawan Thematics).

## Historique de la chaîne
Chaîne thématique consacrée aux films (cinéma et téléfilm) de genre action ainsi que de cinéma bis, elle est commercialisée parallèlement à l'offre cinéma du bouquet AB SAT depuis le 2 mai 1996. Depuis sa création, et comme la chaîne Ciné Polar éditée par le même groupe, Action fait partie des rares chaînes cinéma françaises à maintenir leur logo incrusté dans l'image lors de la diffusion des longs-métrages.
C'est aussi le nom d'une chaîne du groupe Starz Encore Group.
Le 13 mai 2014, la chaîne passe en haute définition sur le bouquet Canalsat. La chaîne n'est désormais plus diffusée, en définition standard, à partir de cette date sur Astra 19.2°E. 
Depuis le rachat d’AB Groupe le 30 janvier 2017 par Mediawan la chaîne fait partie de la société Mediawan Thematics.  

### Identité graphique
La chaîne se dote d'un nouveau logo modernisé lors du mois de septembre 2014.

Logo du 2 mai 1996 au 25 juin 1998.
Logo du 25 juin 1998 à 2000.
Logo de 2000 au 14 septembre 2014.
Logo depuis le 15 septembre 2014.

## Organisation
- Directeur général de Mediawan Thematics

Vincent Grynbaum
- Directrice générale adjointe chargée des contenus

Sonia Latoui
- Directrice de programmation et antenne des chaînes divertissements et cinéma

Mylène Patou
- Responsable éditorial

Cyril Delavenne

## Diffusion
Action est diffusée moyennant un abonnement sur les bouquets satellites BIS Télévisions, Orange, TéléSAT et Canalsat, sur le câble, ainsi que sur les réseaux des opérateurs ADSL et en OTT sur l'offre Réglo télévision. La chaîne fait partie du pack Série-Cinéma du bouquet Canalsat et est diffusée en haute définition sur ce dernier depuis le 13 mai 2014.
Canal+ : Canal n°44
Orange : Canal n°58 (Bouquet Ciné Séries Max, Bouquet Intense, Bouquet Ciné Séries) Non disponible DROM
SFR : Canal n°163 (SFR Cinéma, DISNEY+, SFR Cinéma)
Free : Canal n°121 (En option et disponible dans les packs : Ciné Total, BIS Premium, BIS Ultimum)
Bouygues Telecom : Canal n°81 (Bouquet Bbox Ciné, Bouquet Bbox Grand Ciné)
BIS TV : Canal n°53 (Panorama Ultimum)
Amazon Channels
Molotov